# Maria Urban
Maria Urban, född 20 december 1941, är en tysk bågskytt. Hon deltog vid olympiska sommarspelen 1976.